# دونگا میکویانا
دونگا میکویانا (به صربی: Donja Mikuljana) یک منطقهٔ مسکونی در صربستان است که در کورشوملیا واقع شده‌است. دونگا میکویانا ۸۳ نفر جمعیت دارد.